# Hyrtacus procerus
Hyrtacus procerus är en insektsart som beskrevs av Brunner von Wattenwyl 1907. Hyrtacus procerus ingår i släktet Hyrtacus och familjen Phasmatidae. Inga underarter finns listade i Catalogue of Life.